# Омри Кац
Омри Хайм Кац (на английски: Omri Haim Katz) (роден на 30 май 1976 г.) е американски актьор, който вече не е активен. Известен е с ролята си на Маршъл Телър в сериала „Ийри, Индиана“. Друга значима негова роля е тази на Джон Рос Юинг III в сериала „Далас“, която изпълнява от 1983 до 1991 г. и отново през 1996 г. във филма „Далас: Завръщането на Джей Ар“.
Майката и бащата на Кац са израелско-еврейските имигранти Рина и Йорам Кац. Кац има по-голям брат на име Майкъл и по-голяма сестра на име Лали. Израснал е в Лос Анджелис, Калифорния, а по време на детството си е живял една година в Израел.